# Nephodia crata
Nephodia crata är en fjärilsart som beskrevs av Druce 1893. Nephodia crata ingår i släktet Nephodia och familjen mätare. Inga underarter finns listade i Catalogue of Life.